# Augulaspis diosmae
Augulaspis diosmae är en insektsart som först beskrevs av Charles Kimberlin Brain 1920.  Augulaspis diosmae ingår i släktet Augulaspis och familjen pansarsköldlöss. Inga underarter finns listade i Catalogue of Life.